# ボブ・マツイ
ロバート・タケオ・マツイ（英語: Robert Takeo Matsui、日本名: 松井 武男〈まつい たけお〉、1941年9月17日 - 2005年1月1日）は、アメリカ合衆国の政治家、法務博士（カリフォルニア大学ヘイスティングズ・ロースクール）。日系アメリカ人三世。民主党下院議員（カリフォルニア州第5選挙区）を1979年から13期務めた。

## 経歴

### 生い立ち
日系3世。カリフォルニア州サクラメントで生まれる。幼少期にトゥーリーレイク戦争移住センターへの強制収用を経験した。 1963年にカリフォルニア大学バークレー校で政治学士号を取得。1966年にカリフォルニア大学ヘイスティングズ・ロースクールを修了し、翌年にサクラメントで弁護士事務所を設立。

### 政治家として

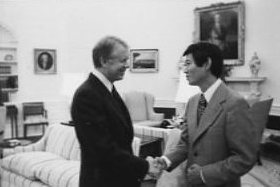
1979年、カーター大統領と共に

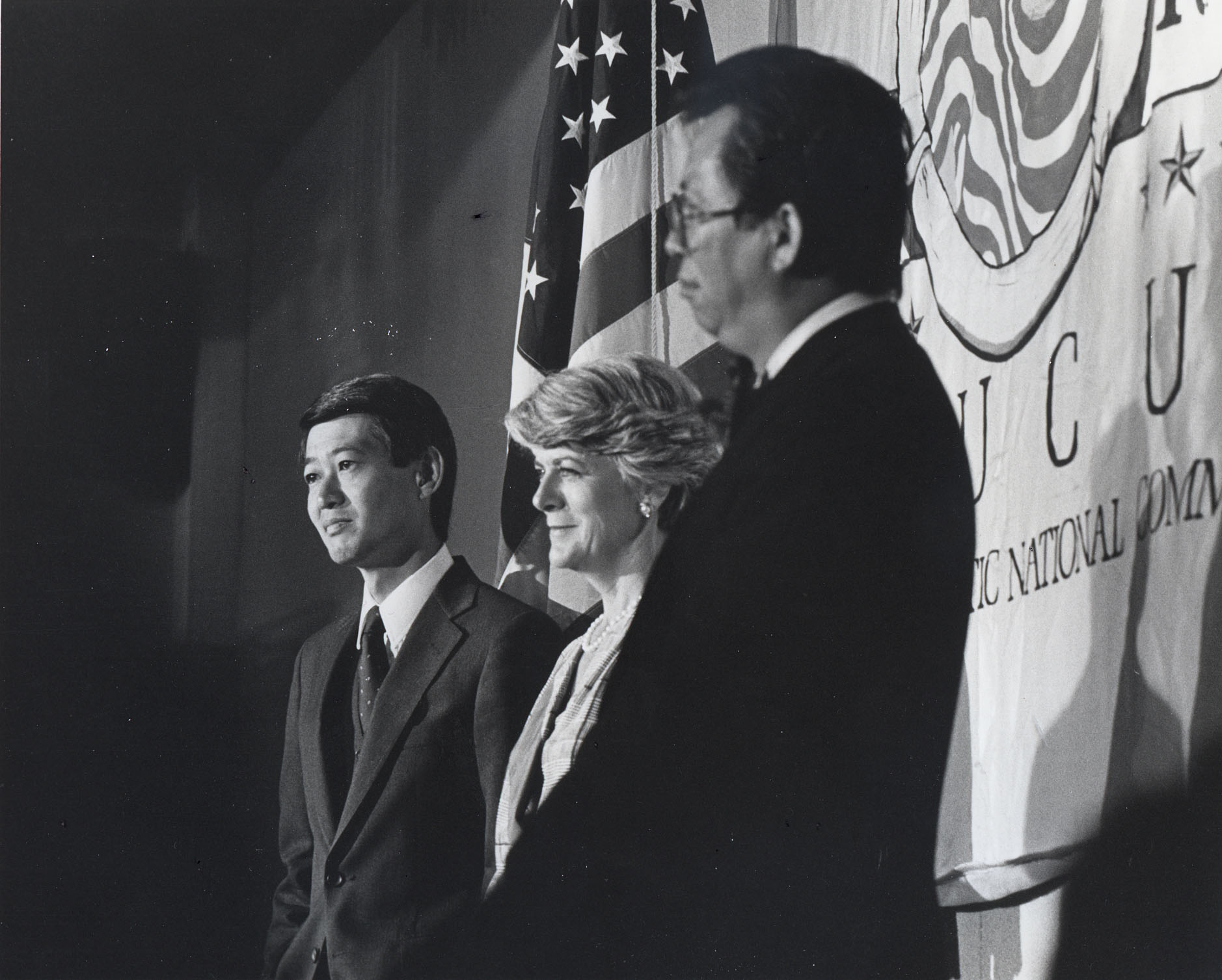
1984年、民主党全国大会

1971年、サクラメント市議会議員に初当選。1975年に再選し、1977年にサクラメント市副市長となる。
1978年、ジョン・E・モスの後続として、当時のカリフォルニア州第3選挙区から民主党所属で立候補。民主党予備選では、ユージーン・グアルコ州議会議員やフィル・アイゼンバーグ市長らを抑えて36％の得票率で当選し、共和党のサンディ・スモリーを53％の得票率で破る。カリフォルニア州内陸部で最も民主党が強い当選挙区では、以後接戦になることはなく、13回の再選を果たすことになった。初当選後、彼の得票率は68％を下回ることはなかった。1982年には大政党の反対を受けずに再選され、1984年には無投票となった。1990年の国勢調査後、彼の選挙区は第5区に改称された。
1988年には、第二次世界大戦中の抑留プログラムに対する連邦政府の公式謝罪と、被害者への無意味な補償を求める1988年市民自由法の成立に成功。また、マンザナー収容所を国の史跡に指定し、ワシントンDCに第二次世界大戦における日系アメリカ人の愛国心を記念する土地の取得にも尽力した。
2004年、生前最後の選挙では、共和党のマイク・デュガスと対戦し、デュガス氏の23.4％の得票に対し、71.4％の得票で14期目の当選を果たした。対抗馬のパット・ドリスコル（緑の党）とジョン・ライガー（平和自由党）は、それぞれ3.4％と1.8％の得票を獲得した。

### 死去
2004年末、肺炎でベセスダ海軍病院に入所し、骨髄異形成症候群の合併症で2005年1月1日に死去した。3月8日の補欠選挙では、未亡人のドリス・オカダが68％以上の票を獲得し、圧勝した。

## 私生活
妻はドリス・オカダ。一人息子のブライアン・マツイはスタンフォード大学出身。